# Gösta Törner
Tor Gösta Alexander Törner (Stockholm, 1895. július 10. – Stockholm, 1971. február 15.) olimpiai bajnok svéd tornász.
Az 1920. évi nyári olimpiai játékokon indult tornában és a svéd rendszerű csapat összetettben aranyérmes lett.
Klubcsapata a KFUM GA volt.